# Orthops montanus
Orthops montanus är en insektsart som först beskrevs av Friedrich von Schilling 1837.  Orthops montanus ingår i släktet Orthops, och familjen ängsskinnbaggar. Arten är reproducerande i Sverige.